# De Ruescas
De Ruescas was een Zuid-Nederlandse notabele en adellijke familie, hoofdzakelijk in Veurne gevestigd.

## Geschiedenis
- In de zeventiende eeuw werden leden van de familie als adellijk aangesproken.
- In 1663 werd de adellijke status bevestigd door attesten vanwege de kasselrij van Veurne.

## Genealogie
- François de Ruescas, x N. de Melgar, dochter van Pedro de Melgar en Jossine d'Avila.
  - Alphonse de Ruescas, x Jossine Lammen.
    - Philippe de Ruescas (†1704), x Marie-Jossine Heurleboudt (†1681), xx Marie-Leopoldine De Pape (†1736). Poorter van Sint-Winoksbergen, werd hij poorter van Veurne, was hij eerste schepen (1657-1690) van Veurne, landhouder van de stad en de kasselrij Veurne. Hij kreeg zes dochters, een zoon die kapucijn werd en Jean-Philippe.
      - Jean-Philippe de Ruescas (1666-1715), schepen van de stad en de kasselrij Veurne (1697-1706), bleef vrijgezel.

  - Jean-Alphonse de Ruescas (°1626), heer van Broekerhove, x Marie de Zager, xx Jeanne Schottey. Met vier kinderen uit het eerste en vier uit het tweede bed.
    - Mathieu-Alphonse de Ruescas, x Barbe Thores, xx Marie-Catherine Crespel. Oorspronkelijk poorter van Nieuwpoort, werd in 1703 poorter van Brugge. Hij had twee kinderen uit het eerste en acht uit het tweede bed.
      - Alphonse-Conrad de Ruescas († 1742), griffier van wezen in Veurne, x Marie Dryon, xx Anne-Thérèse de la Tombe, met vijf kinderen uit het tweede bed.
        - Jean-Alphonse († Brugge, 1796), heer van Steenwalle, Broekerhove en Westendehove, pensionaris van de stad en kasselrij Veurne (1764-1794), x Petronilla de Corte de Meekerhove  (†1778), xx Anne-Catherine Tack (1743-1801), met vier kinderen uit het eerste en drie uit het tweede bed.
          - François de Ruescas (1784-1844) (zie hierna).
          - Louis de Ruescas (1785-1843) (zie hierna).

## François de Ruescas
François Joseph Alphonse de Ruescas (Veurne, 26 september 1784 - Froidmont, 17 april 1844) werd in 1823 onder het Verenigd Koninkrijk der Nederlanden erkend in de erfelijke adel. Hij trouwde met Marie-Catherine de Coster (1790-1868). Ze kregen vijf dochters en deze familietak doofde in de mannelijke lijn uit bij zijn dood. De laatste naamdraagster, Caroline de Ruescas, getrouwd met luitenant-kolonel Henri Malherbe, overleed in 1891.

## Louis de Ruescas
Louis Benoît Alexandre de Ruescas (Veurne, 3 december 1785 - 24 maart 1843) trouwde in Ieper in 1816 met Charlotte de Coster (1789-1868). Het huwelijk bleef kinderloos. In 1823 werd hij, samen met zijn broer, erkend in de erfelijke adel.